# Les Colocataires (téléréalité)
Pour les articles homonymes, voir Les Colocataires.
Les Colocataires est une émission de télévision française de téléréalité présentée par Frédérique Courtadon et diffusée sur M6 du 7 avril 2004 au 19 juin 2004. L'émission était produite par W9 Productions appelée aujourd'hui Studio 89 Productions.
Elle a été remportée par Sébastien Charbonneaux.

## Principe
Le jeu reprend le principe de Loft Story : 7 filles et 7 garçons vivent enfermés pendant 10 semaines sous l'œil des caméras, et sont éliminés au fur et à mesure par le vote des téléspectateurs.
Il s'agit de la troisième version de Big Brother, après Loft Story en 2001 et 2002 sur M6 et Nice People sur TF1 en 2003.
Le vainqueur remporte 150 000 euros et 3 ans de loyer (1 500 euros par mois). À noter qu'une cagnotte avait été reversée à une association caritative. Cette émission a été diffusée sur M6.
Pour éviter les accusations de plagiat d'Endemol, titulaire des droits de Big Brother et son adaptation Loft Story, et avec qui la chaîne est en froid depuis l'échec relatif de Loft Story 2, certains éléments originaux ont été apportés. Notamment :
- Les candidats sont répartis dans deux villas différentes (les filles d'un côté, les garçons de l'autre), séparées par un mur que quelques heures par jour sur le modèle de Friends, inspiration de l'émission ;
- Les candidats ne sont pas complètement coupés du monde : ils peuvent dialoguer avec leurs proches ou le public par email ou visioconférence, et ils sont informés de l'actualité extérieure.

## Candidats
| Nom       | Période                  | Statut    |
| --------- | ------------------------ | --------- |
| Sébastien | 7 avril — 19 juin 2004   | vainqueur |
| Jessyca   | 7 avril — 19 juin 2004   | seconde   |
| Morgane   | 7 avril — 17 juin 2004   | éliminée  |
| Michel    | 7 avril — 16 juin 2004   | éliminé   |
| Élodie    | 7 avril — 15 juin 2004   | éliminé   |
| Ludovic   | 7 avril — 14 juin 2004   | éliminé   |
| Carole    | 7 avril — 9 juin 2004    | éliminée  |
| Gilles    | 7 avril — 2 juin 2004    | éliminé   |
| Gia       | 7 avril — 26 mai 2004    | éliminé   |
| Nadia     | 7 avril — 19 mai 2004    | éliminée  |
| François  | 21 avril — 12 mai 2004   | éliminé   |
| Vanessa   | 7 avril — 5 mai 2004     | éliminée  |
| Mathieu   | 14 avril — 28 avril 2004 | éliminé   |
| Badice    | 7 avril — 21 avril 2004  | éliminé   |
| Dijane    | 7 avril — 14 avril 2004  | éliminée  |
| Nordine   | 7 avril — 14 avril 2004  | éliminé   |
| Lydie     | 14 avril — 14 avril 2004 | éliminée  |

## Nominations
|                          | Semaine 1                                                | Semaine 2                    | Semaine 3                                   | Semaine 4                               | Semaine 5                     | Semaine 6               | Semaine 7                | Semaine 8                                  | Semaine 9                                                 | Semaine 10                      | Semaine 10             | Semaine 10         | Semaine 10                        | Semaine 10                          |
| ------------------------ | -------------------------------------------------------- | ---------------------------- | ------------------------------------------- | --------------------------------------- | ----------------------------- | ----------------------- | ------------------------ | ------------------------------------------ | --------------------------------------------------------- | ------------------------------- | ---------------------- | ------------------ | --------------------------------- | ----------------------------------- |
| Sébastien                | Nordine                                                  | Mathieu                      | Mathieu                                     | Gia                                     | Carole                        | Gia                     | Gia, Gilles              | Gilles                                     |                                                           | nommé                           |                        | nommé              |                                   | vainqueur (jour 73)                 |
| Jessyca                  | Nadia                                                    | Nadia                        | Élodie                                      | Carole (?)                              | Michel                        | Nadia                   | Michel, Ludovic          | Carole (Élodie)                            | nommée                                                    |                                 | nommée                 |                    | nommée                            | seconde (jour 73)                   |
| Morgane                  | Nadia                                                    | Vanessa                      | Vanessa                                     | Vanessa (Jessyca)                       | François                      | Jessyca                 | Gilles, Gia              | Jessica (Carole)                           | nommée                                                    |                                 | nommée                 |                    | nommée                            | éliminée (jour 71)                  |
| Michel                   | Nordine                                                  | Mathieu                      | Mathieu                                     | Gia                                     | Carole                        | Gia                     | Gia, Gilles              | Gilles                                     |                                                           | nommé                           |                        | nommé              | éliminé (jour 70)                 | éliminé (jour 70)                   |
| Élodie                   | Dijane                                                   | Vanessa                      | Vanessa                                     | Vanessa (Nadia)                         | Gia                           | Nadia                   | Gia, Gilles              | Carole (Jessyca)                           | nommée                                                    |                                 | nommée                 | éliminée (jour 69) | éliminée (jour 69)                | éliminée (jour 69)                  |
| Ludovic                  | Nordine                                                  | Mathieu                      | Mathieu                                     | Gia                                     | Carole                        | Gia                     | Gia, Gilles              | Gilles                                     |                                                           | nommé                           | éliminé (jour 68)      | éliminé (jour 68)  | éliminé (jour 68)                 | éliminé (jour 68)                   |
| Carole                   | Dijane                                                   | Vanessa                      | Vanessa                                     | Élodie (Vanessa)                        | François                      | Nadia                   | Gia, Michel              | Jessyca (Morgane)                          | nommée                                                    | éliminée (jour 63)              | éliminée (jour 63)     | éliminée (jour 63) | éliminée (jour 63)                | éliminée (jour 63)                  |
| Gilles                   | Gia                                                      | Mathieu                      | Sébastien                                   | Gia                                     | Jessyca                       | Gia                     | Gia, Michel              | Michel                                     | éliminé (jour 56)                                         | éliminé (jour 56)               | éliminé (jour 56)      | éliminé (jour 56)  | éliminé (jour 56)                 | éliminé (jour 56)                   |
| Gia                      | Badice                                                   | Mathieu                      | Sébastien                                   | Sébastien                               | Élodie                        | Michel                  | Michel, Ludovic          | éliminé (jour 49)                          | éliminé (jour 49)                                         | éliminé (jour 49)               | éliminé (jour 49)      | éliminé (jour 49)  | éliminé (jour 49)                 | éliminé (jour 49)                   |
| Nadia                    | Carole                                                   | Jessica                      | Élodie                                      | Élodie (Jessyca)                        | François                      | Élodie                  | éliminée (jour 42)       | éliminée (jour 42)                         | éliminée (jour 42)                                        | éliminée (jour 42)              | éliminée (jour 42)     | éliminée (jour 42) | éliminée (jour 42)                | éliminée (jour 42)                  |
| François                 | rentré le 21 avril 2004                                  | rentré le 21 avril 2004      | Mathieu                                     | Gia                                     | Morgane                       | éliminé (jour 35)       | éliminé (jour 35)        | éliminé (jour 35)                          | éliminé (jour 35)                                         | éliminé (jour 35)               | éliminé (jour 35)      | éliminé (jour 35)  | éliminé (jour 35)                 | éliminé (jour 35)                   |
| Vanessa                  | Dijane                                                   | Élodie                       | Élodie                                      | Carole (Élodie)                         | éliminée (jour 28)            | éliminée (jour 28)      | éliminée (jour 28)       | éliminée (jour 28)                         | éliminée (jour 28)                                        | éliminée (jour 28)              | éliminée (jour 28)     | éliminée (jour 28) | éliminée (jour 28)                | éliminée (jour 28)                  |
| Mathieu                  | rentré le 14 avril 2004                                  | Badice                       | Sébastien                                   | éliminé (jour 21)                       | éliminé (jour 21)             | éliminé (jour 21)       | éliminé (jour 21)        | éliminé (jour 21)                          | éliminé (jour 21)                                         | éliminé (jour 21)               | éliminé (jour 21)      | éliminé (jour 21)  | éliminé (jour 21)                 | éliminé (jour 21)                   |
| Badice                   | Ludovic                                                  | Ludovic                      | éliminé (jour 14)                           | éliminé (jour 14)                       | éliminé (jour 14)             | éliminé (jour 14)       | éliminé (jour 14)        | éliminé (jour 14)                          | éliminé (jour 14)                                         | éliminé (jour 14)               | éliminé (jour 14)      | éliminé (jour 14)  | éliminé (jour 14)                 | éliminé (jour 14)                   |
| Nordine                  | Ludovic                                                  | éliminé (jour 7)             | éliminé (jour 7)                            | éliminé (jour 7)                        | éliminé (jour 7)              | éliminé (jour 7)        | éliminé (jour 7)         | éliminé (jour 7)                           | éliminé (jour 7)                                          | éliminé (jour 7)                | éliminé (jour 7)       | éliminé (jour 7)   | éliminé (jour 7)                  | éliminé (jour 7)                    |
| Dijane                   | Carole                                                   | éliminée (jour 7)            | éliminée (jour 7)                           | éliminée (jour 7)                       | éliminée (jour 7)             | éliminée (jour 7)       | éliminée (jour 7)        | éliminée (jour 7)                          | éliminée (jour 7)                                         | éliminée (jour 7)               | éliminée (jour 7)      | éliminée (jour 7)  | éliminée (jour 7)                 | éliminée (jour 7)                   |
| Lydie                    | rentrée le 14 avril 2004                                 | éliminée (jour 7)            | éliminée (jour 7)                           | éliminée (jour 7)                       | éliminée (jour 7)             | éliminée (jour 7)       | éliminée (jour 7)        | éliminée (jour 7)                          | éliminée (jour 7)                                         | éliminée (jour 7)               | éliminée (jour 7)      | éliminée (jour 7)  | éliminée (jour 7)                 | éliminée (jour 7)                   |
| Soumis au vote du public | Mathieu – 35 % Nordine – 25 % Dijane – 25 % Lydie – 15 % | Vanessa – 53 % Badice – 47 % | Vanessa – 43 % Élodie – 34 % Mathieu – 23 % | Élodie – 35 % Gia – 35 % Vanessa – 30 % | Carole – 73 % François – 27 % | Gia – 62 % Nadia – 38 % | Gilles – 55 % Gia – 45 % | Jessyca – 48 % Carole – 28 % Gilles – 24 % | Jessyca – 35 % Morgane – 29 % Élodie – 19 % Carole – 17 % | Michel Sébastien Ludovic – 22 % | Élodie Morgane Jessyca | Michel Sébastien   | Jessyca – 50,1 % Morgane – 49,9 % | Sébastien – 50,7 % Jessyca – 49,3 % |
| Départ                   | Nordine Dijane Lydie                                     | Badice                       | Mathieu                                     | Vanessa                                 | François                      | Nadia                   | Gia                      | Gilles                                     | Carole                                                    | Ludovic                         | Élodie                 | Michel             | Morgane                           | Jessica                             |

Note : Lors d'une égalité, la production a parfois demandé aux candidats de voter pour un autre candidat. Le second choix se trouve alors entre parenthèses.

## Audimat

### Audiences hebdomadaires
| Épisode | Jour et horaire de diffusion       | Téléspectateurs | Parts de marché (sur les 4 ans et plus) | Références |
| ------- | ---------------------------------- | --------------- | --------------------------------------- | ---------- |
| 1       | mercredi 7 avril 2004 20:50-00:00  | 3 300 000       | 17,9 %                                  | [ 2 ]      |
| 2       | mercredi 14 avril 2004 20:50-22:45 | 2 534 240       | 12,6 %                                  | [ 3 ]      |
| 3       | mercredi 21 avril 2004 20:50-22:45 | 2 264 640       | 10,7 %                                  | [ 3 ]      |
| 4       | mercredi 28 avril 2004 20:50-22:45 | 2 372 480       | 12 %                                    |            |
| 5       | mercredi 5 mai 2004 20:50-22:45    | 1 941 120       | 9,2 %                                   |            |
| 6       | mercredi 12 mai 2004 20:50-22:45   | 1 617 600       | 8,1 %                                   |            |
| 7       | mercredi 19 mai 2004 20:50-22:45   | 1 725 940       | 7,7 %                                   |            |
| 8       | mercredi 26 mai 2004 20:50-22:35   | 1 700 000       | 6 %                                     | [ 4 ]      |
| 9       | mercredi 2 juin 2004 20:50-22:35   | 1 900 000       | 9,5 %                                   | [ 5 ]      |
| 10      | mercredi 9 juin 2004 20:50-22:35   | 1 833 280       | 9,3 %                                   |            |
| Finale  | samedi 19 juin 2004 17:10-18:50    | 1 200 000       | 13 %                                    | [ 6 ]      |

Le lancement du programme a rassemblé 3,3 millions de téléspectateurs, soit 17,9 % du public et 30 % du segment des ménagères de moins de 50 ans. Cependant, les dix émissions diffusées en primetime ont rassemblé en moyenne 2 millions et 10,4 % de téléspectateurs. Face à ces faibles résultats d'audience, la finale a été diffusée un samedi en fin d'après-midi.

### Audiences quotidiennes
Les émissions quotidiennes ont rassemblé en moyenne 1,7 million de téléspectateurs, soit 17 % d'audience, 34,3 % auprès des ménagères des moins de 50 ans et 38,4 % de part d'audience sur la cible des moins de 35 ans. Ces scores étaient souvent supérieurs aux scores réalisés en primetime.
À noter que les premières émissions quotidiennes diffusées initialement à 19h ont été reprogrammées à 18h, en raison de la concurrence directe avec La Ferme Célébrités sur TF1.
Ces audiences globalement décevantes ont été attribuées notamment à la trop forte ressemblance avec Loft Story et à la confrontation quasi-directe avec La Ferme Célébrités durant cette période. Cette dernière proposait une nouvelle forme d'enfermement.
Il a fallu attendre l'été 2007 pour rencontrer une émission du même type : Secret Story.

## Autour de l'émission
En 2004, l'association Mix-Cité porte un regard critique sur l'émission de téléréalité de M6 Les Colocataires. Thomas Lancelot-Viannais, co-président de l'association, constate que le papier peint de la chambre des filles est rose et celui de la chambre des garçons est bleu. Les portraits des candidats véhiculent les stéréotypes sexistes : « Les femmes sont vénales et les garçons ne pensent qu’à ça ».
En février 2013, la Cour d'Appel de Versailles reconnait que les candidats sont des salariés de la production et condamne la société de production et M6 à verser à dix anciens candidats 439 000 euros pour "travail dissimulé".